# Архея-Немея
Архе́я-Неме́я (греч. Αρχαία Νεμέα) — деревня в Греции. Находится на высоте 336 метров над уровнем моря, в северо-восточной части полуострова Пелопоннеса, в 92 километрах к юго-западу от Афин, в 25 километрах к юго-западу от Коринфа и в 44 километрах к северо-востоку от Триполиса. Входит в общину (дим) Немею в периферийной единице Коринфии в периферии Пелопоннес. Население 633 жителя по переписи 2011 года. Жители преимущественно заняты выращиванием винограда сорта Агиоргитико.
Находится на месте древнего города Немеи. До 8 мая 1958 года называлась Куцомоди (Κουτσομόδι) или Ираклион (Ηράκλειον).
К югу от деревни проходит национальная дорога 66 Немея — Левидион. К югу и западу от деревни проходит автострада 7 Каламата — Коринф.

## Сообщество Архея-Немея
В местное сообщество Архея-Немея входят три населённых пункта. Население 559 жителей по переписи 2011 года. Площадь 32,213 квадратных километров.
| Населённый пункт | Население (2011), человек |
| ---------------- | ------------------------- |
| Архея-Немея      | 392                       |
| Дервенакия       | 67                        |
| Куцомодион       | 100                       |

## Население
| Год  | Население, человек |
| ---- | ------------------ |
| 1991 | 452                |
| 2001 | 430                |
| 2011 | ↘ 392              |